# Gammarus hyalelloides
Gammarus hyalelloides is een vlokreeftensoort uit de familie van de Gammaridae. De wetenschappelijke naam van de soort is voor het eerst geldig gepubliceerd in 1976 door Cole. G. hyalelloides werd voor het eerst verzameld in 1967 in de Phantom Lake Spring bij Balmorhea, Texas in de Verenigde Staten. In eerste instantie werd gedacht dat het om de algemeen verspreide Hyalella azteca ging. Later werd het herkend als een nieuwe soort van het geslacht Gammarus.
G. hyalelloides komt endemisch voor in vier bronnen in Jeff Davis County en Reeves County, beide in Texas. De soort staat op de rode lijst van bedreigde soorten van de International Union for Conservation of Nature and Natural Resources (IUCN).
G. hyalelloides is de kleinste zoetwatervlokreeft van Noord Amerika. Mannetjes worden 5,8–7,8 mm groot, vrouwtjes 5,0–7,3 mm. Ze leven in de velden kranswieren in de monding van de Phantom Lake Spring. Hier vormen zij een belangrijke voedselbron voor Gambusia nobilis 
Samen met Gammarus pecos en Gammarus desperatus vormt G. hyalelloides het complex van soorten Gammarus pecos. Alle drie de soorten zijn qua verspreiding begrensd tot de vallei van de Pecos in Texas en New Mexico.